# Canton (Geórgia)
Canton é uma cidade localizada no estado estadunidense de Geórgia, no Condado de Cherokee.

## Demografia
Segundo o censo dos Estados Unidos de 2020, a sua população era de 32 973 habitantes.

## Geografia
De acordo com o United States Census Bureau tem uma área de
18,30 milha quadradas (47,4 km2) de terra. Canton localiza-se a aproximadamente 318 m acima do nível do mar.

## Localidades na vizinhança
O diagrama seguinte representa as localidades num raio de 24 km ao redor de Canton.